# Municipio di Marsiglia
Il Municipio di Marsiglia (in francese: Hôtel de ville de Marseille), situato sul quai du Port nel 2º arrondissement di Marsiglia, è un edificio del XVII secolo che ospita l'ufficio del sindaco di Marsiglia.

## Descrizione

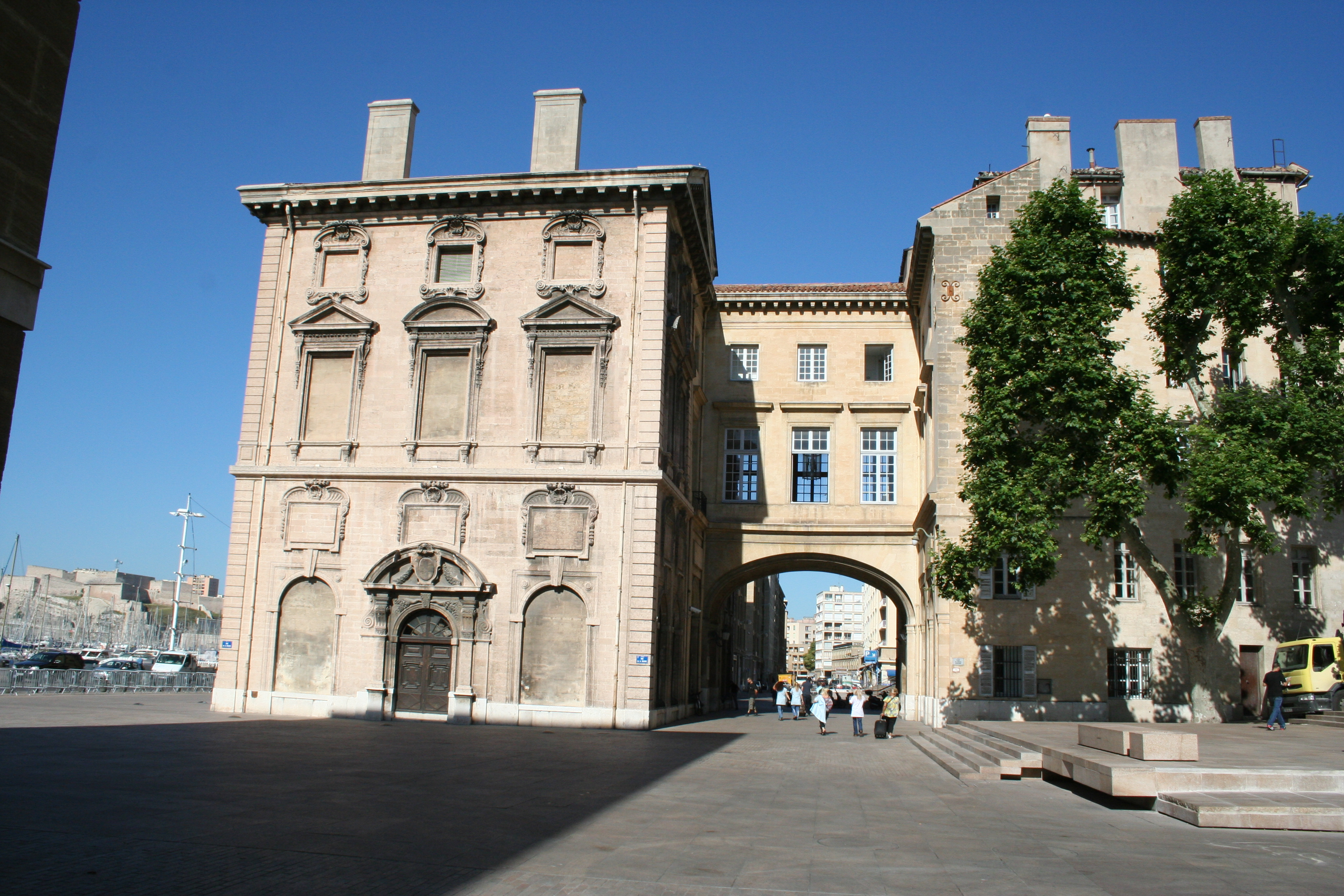
Hôtel de ville, galleria d'accesso al primo piano.

Questo edificio presenta una particolarità molto speciale: non dispone di una scala di accesso che dal piano terra porti al primo piano. Infatti, per accedere al primo piano bisogna entrare dall'edificio adiacente, e i due palazzi sono collegati da un ponte sospeso coperto che, in origine era stato realizzato in legno. Questa particolarità è spiegata dal fatto che il piano terra era utilizzato interamente dalla "Loggia dei mercanti", e questo particolare è corroborato dal nome della strada che separa i due edifici, rue de la Loge. Si è voluto attribuire a Pierre Puget la responsabilità di questo progetto stravagante, e si è dato credito all'idea che il grande architetto lo avesse disegnato di sua mano, ma sembra che abbia realizzato solo la decorazione per uno stemma della Francia sull'ingresso principale. Un architetto italiano, il cui nome sconosciuto ai più non si trova nemmeno nei libri più estesi dedicati alla descrizione di Marsiglia, deve, a quanto pare, portare da solo la lode o la colpa di questo monumento. Lo progettò ad immagine di un numero piuttosto elevato di palazzi genovesi costruiti durante il regno di Luigi XIII, nel gusto pesante e raffinato del Borromini. Questo ponte di accesso, originariamente in legno, venne sostituito da una galleria in pietra, progettata dall'architetto Esprit-Joseph Brun dal 1782 al 1786.
Questo edificio occupa un posto speciale nell'arte barocca provenzale e nell'architettura manierista in virtù della sua ispirazione genovese, come dimostrato da Jean-Jacques Gloton..
La facciata principale presenta due ali simmetriche sormontate da frontoni triangolari con, al primo piano, un vasto balcone sorretto da colonne e lesene coronate da rami di acanto. Le finestre del primo piano sono sormontate da frontoni curvilinei e triangolari. Al piano terra si trova l'ingresso principale incorniciato da finestre sormontate da cartigli intricati. Questo edificio forma un insieme armonioso che non merita il severo apprezzamento formulato dal prefetto Christophe de Villeneuve-Bargemon (1771-1829) nella Statistica delle Bouches-du-Rhône: "Questo edificio è pesante, non possiamo lodare né lo stile né la scultura.".

## Storia
L'attuale edificio, di modeste dimensioni, risale al 1653. La costituzione del comune di Marsiglia, frutto di un compromesso tra il conte di Tolosa, sovrano della città, e i notabili di Marsiglia, al fine di ottenere il privilegio di amministrare essi stessi, risale al 1136 e al 1138. Gli archivi della città riportanano, in un atto del 14 delle calende di novembre 1221, che il consiglio comunale si riuniva in una casa privata che era quella dei figli di Guillaume Bonnafous. Menzionano, dal 1223 al 1225, la costruzione di una "maison de ville" situata tra il molo e la rue de la Loge, a "metà del crinale su cui era fortificata la città episcopale". Questa rue de la Loge era, nel Medioevo, la più commerciale e la più ricca della città. Portava i nomi significativi di Rue du Change, de la Draperie e de l'Epicerie. Nel 1255, gli archivi della città di Marsiglia testimoniano dell'esistenza di un municipio.
Il piano terra era costituito da locali a volta, adibiti a deposito del grano destinato all'approvvigionamento della popolazione, da un forno e da due botteghe, le "Logge", mentre al primo piano si trovavano gli archivi e la sala comunale, nota come Salle-Verte. Secondo la sezione di un atto del 25 gennaio 1396, questa stanza era lunga venti metri e larga dieci.
Gli archivi menzionano che questo edificio, denominato "Palazzo Comunale", a partire dal XV secolo fu regolarmente minacciato di "imminente rovina", probabilmente a causa dell'insufficiente prosciugamento del suolo del vecchio porto. Nel 1648 si trovava in un pericoloso stato di degrado.
"Nel XVII secolo, all'epoca in cui fu rivista la pianta della città, (...), si rese necessario stabilire la sede dell'amministrazione comunale alla portata degli abitanti di tutte le contrade e sulla scena stessa dei loro grandi affari. Nello stesso periodo fu costruito un edificio vicino al porto che oggi funge da albergo per i successori dei consoli di Marsiglia"
Infatti, su proposta del Primo Console, Gaspard de Villages, Signore della Sala, primo console di Marsiglia dal 1641 al 1652, il 6 settembre 1653, si decise di costruire un nuovo municipio. La commissione incaricata dei lavori era favorevole alla realizzazione del nuovo edificio sul sito di quello vecchio. Il vescovo, Étienne de Puget, benedissee la prima pietra il 25 ottobre 1653. Jean-Baptiste Méolans, assistito dall'ingegnere Enéas Bilondelle, era responsabile della stesura dei progetti. Ma i lavori non superarono la fase delle fondazioni, per mancanza di fondi, a causa delle ripercussioni locali della Guerra dei trent'anni e della punizione imposta alla città dissidente durante i disordini della Fronda, culminata con occupazione della città da parte delle truppe di Luigi XIV nel 1660.
Nel 1666, Gaspard Puget, fratello di Pierre Puget, rilevò il progetto. Gli scultori François e Mathieu Pourtal (o Portal), Martinet, Levaquery e Martin Grosfils lavorano agli ornamenti della facciata. Nel 1673 Pierre Puget realizzò soltanto lo scudo posto sopra il portone principale. Lo scudo originale si trova nel Museo di belle arti mentre una copia, di Stanislas Clastrier, è stata collocata sulla facciata. Il municipio venne inaugurato alla fine di settembre 1673, a quasi 20 anni dalla posa della prima pietra.
"è una costruzione di portata piuttosto mediocre: originariamente doveva servire da borsa valori per i marsigliesi, che vi svolgevano i loro affari in un ampio locale che occupava quasi tutto lo spazio del piano terra. Tre stanze costituivano l'intero primo piano."
Costruita su palafitte, per stabilizzare il terreno instabile del porto, la costruzione dovette tuttavia essere consolidata subito dopo con traverse in ferro.
Un progetto di ricostruzione del municipio, con piazza reale in onore di Luigi XV, fu redatto tra il 1748 e il 1752 dall'architetto Jacques Hardouin-Mansart de Sagonne, noto anche come Mansart de Lévy, ultimo dei Mansarts (1711-1778). Fu poi abbandonato in favore del suo progetto di ricostruzione dell'Hôtel-Dieu che si trova dietro. L'architetto era stato inviato a Marsiglia dal re nel 1752. Non registrato nella famosa collezione di Pierre Patte, "Monuments érigés en France à la gloire de Louis XV" del 1769, questo progetto del municipio e della piazza reale, poco noto agli storici dell'arte, è stato identificato nel 1994 e pubblicato nel 1996.
Nel 1792 il giglio nel medaglione dello stemma della città, scolpito da Pierre Puget, fu distrutto dai rivoluzionari e sostituito da un berretto frigio. Restaurato per la prima volta sotto Luigi XVIII, il medaglione cadde tuttavia dalla facciata nel 1882. Fu sostituito da un calco nel 1913, e quello originale è conservato al Museo di Belle Arti della città.
Durante la Rivoluzione, quando Marsiglia fu ribattezzata Sans Nom, da gennaio a febbraio 1794, per aver partecipato all'insurrezione contro la Convenzione (da settembre 1792 a ottobre 1795), il municipio, sospettato di essere "servito da covo per le sezioni federaliste", sfuggì per un pelo alla totale demolizione decretata da Fréron (che avrebbe anche previsto di riempire il Porto Vecchio). I primi colpi di martello, infatti, accesero il dibattito sul merito del provvedimento. Su intervento di Robespierre, poi di François Omer Granet, e su richiesta del rappresentante in missione nelle Bouches du Rhône, Étienne Christophe Maignet, il Comitato di salute pubblica decise a favore della conservazione del monumento il 21 pluviôse, anno II (9 febbraio 1794).
Dal 1839 furono osservate crepe nelle pareti sud-ovest dell'Hôtel-de-Ville. Gli architetti della città, gli ingegneri Montlisant, Gallice e Diday confermarono che l'edificio "ha ceduto dalle fondamenta", poste su palafitte e in cattive condizioni e consigliarono di procedere con urgenza alla sua demolizione e ricostruzione. Il Consiglio Comunale, nella riunione del 17 febbraio 1842, adottò le stime per i lavori necessari alla demolizione del padiglione sud-ovest dell'Hôtel-de-Ville, alla sua ricostruzione e al restauro delle altre parti dell'edificio, per un valore 178.516 franchi, di cui 13.794 necessari per la demolizione. L'esecuzione dei lavori di demolizione, nel 1842, dimostrò però che le fondamenta erano perfettamente solide. Ovviamente il lavoro di ricostruzione doveva essere rivisto.
Jean-Baptiste Rivaud, architetto degli edifici civili della città, venne incaricato di presentare un progetto per una nuova disposizione interna che doveva comprendere sia il ripristino del padiglione demolito che l'annessione ai servizi comunali delle due case di nuova acquisizione e i locali della vecchia Borsa, che i commercianti avevano appena liberato. Questo progetto, sottoposto al Consiglio, venne approvato il 26 febbraio 1844. La stima portò la cifra della spesa a 559.729 franchi. Il Consiglio comunale, nella riunione del 21 novembre 1844, deliberò sulla ricostruzione di quest'ala, ed i lavori, presto iniziati, furono proseguiti senza interruzioni. Questa ricostruzione fu completata a metà del 1847.
Allo stesso tempo, era allo studio un progetto per un nuovo Hôtel-de-Ville di fronte a Place Neuve. Era sotto istruzione amministrativa, quando scoppiò la rivoluzione del febbraio 1848.
Nel 1914, l'architetto Stanislas Clastrier sostituì i tetti in ardesia alla Mansart, che modificarono l'aspetto generale. Questi vecchi tetti sono chiaramente visibili sulle incisioni o sui dipinti del XVIII secolo.
Il municipio è uno dei pochi edifici sopravvissuti alla distruzione del distretto sotto l'occupazione tedesca nel gennaio 1943. René Bousquet, segretario generale della polizia francese, e Antoine Lemoine, prefetto regionale ottennero che l'operazione si svolgesse secondo i loro piani e sotto l'autorità della polizia francese. Iniziata il 1º febbraio la distruzione del "quartiere criminale" terminò il 17: 1.494 edifici vennero fatti saltare in aria, compreso il ponte, per una superficie totale di 14 ettari, su un perimetro più piccolo di quello preso di mira dai tedeschi. Il piano di distruzione del quartiere aveva grandi somiglianze con il piano di “Sviluppo e ampliamento di Marsiglia” redatto da Eugène Beaudouin, allora architetto-urbanista della città. In ogni caso, l'Hôtel de Ville, la Maison Diamantée e l'Hôtel de Cabre furono risparmiati.
L'edificio è stato classificato monumento storico con decreto del 30 aprile 1948.
Nel 1996 è stato avviato un progetto di ampliamento dell'edificio che includeva anche lo sviluppo dei dintorni. Il concorso è stato vinto dall'architetto Franck Hammoutène, nel 1999, e il lavoro è stato completato nel 2006. Sono stati aggiunti 8 300 m2 di spazi, tra cui in particolare una nuova sala delle deliberazioni comunali, sale delle commissioni e uno spazio museale. Al di sopra di queste nuove sale, è stato completamente riqualificato un nuovo spazio pubblico di oltre 20 000 m2  tra il Porto Vecchio e l'Hôtel-Dieu, creando la più grande spianata della città.